# Euphorbia pterococca
Euphorbia pterococca é uma espécie de planta com flor pertencente à família Euphorbiaceae. 
A autoridade científica da espécie é Brot., tendo sido publicada em Flora Lusitanica 3: 312. 1805.
O seu nome comum é ésula-angulosa.

## Portugal
Trata-se de uma espécie presente no território português, nomeadamente em Portugal Continental e no Arquipélago da Madeira.
Em termos de naturalidade é nativa das duas regiões atrás indicadas.

## Protecção
Não se encontra protegida por legislação portuguesa ou da Comunidade Europeia.